# Cassius Chaerea
Pour les articles homonymes, voir Cassius.
Cassius Chaerea, mort en 41, est un centurion de l'armée de Germanicus qui sert dans la garde prétorienne sous l'empereur Caligula, qu'il assassine. 

## Biographie
En l'an 14, centurion dans l'Armée inférieure (déployée en Germanie inférieure), il est un des seuls officiers à survivre au massacre perpétré par les légionnaires mutinés.
Tribun d'une cohorte prétorienne en l'an 40, il prend part à la conjuration contre l’empereur Caligula et est dans le secret des opérations menées principalement par Cornelius Sabinus et Calliste.

« Chéréas était un homme de mœurs antiques, il avait un sujet particulier d'être irrité contre Caius ; Caius, en effet, l'appelait efféminé, bien qu'il fût, au contraire, le plus courageux des hommes, et il lui donnait pour mot d'ordre lorsque c'était son tour de venir le prendre, ou Cupidon, ou Vénus, ou quelque autre nom semblable »

— Dion Cassius, Histoire romaine, livre 59, 29, 2 - traduction Étienne Gros, éditée à Paris chez Firmin-Didot, de 1845 à 1870.
Il est surtout connu pour être l'assassin de Caligula.

« Cassius Chéréa, tribun de la cohorte prétorienne, demanda à porter le premier coup. Il était déjà vieux, et Caius avait coutume de lui prodiguer toutes sortes d’outrages, en le traitant de mou et d’efféminé. Quand il venait lui demander le mot d’ordre, il répondait "Priape" ou "Venus". Quand il le remerciait pour une raison quelconque, il ne lui présentait sa main à baiser qu’en lui imprimant une attitude et un mouvement obscènes. »

— Suétone, Vie des douze Césars, Caligula, LVI, 4 - traduction Nisard, 1855.

## Posterité
Dans la série télévisée de la BBC, Moi Claude empereur (1976), Cassius Chaerea est interprété par Sam Dastor (en). Dans le film Caligula (1979), il est interprété par Paolo Bonacelli.